# Papiro 80
El Papiro 80 (en la numeración Gregory-Aland), designado como {\displaystyle {\mathfrak {P}}}80, es una copia antigua del Nuevo Testamento en griego. Es un manuscrito en papiro del Evangelio según Juan. El texto que sobrevive son los versículos 3:34.
El manuscrito ha sido asignado paleográficamente al siglo III.

## Descripción
Sobrevivió sólo una parte del Evangelio según Juan (3,34).
Los nombres sagrados están escritos con abreviaturas.
Según Aland este uno de los once primeros manuscritos del Evangelio según San Juan.

## Texto
El texto griego de este códice probablemente es una representación del Tipo textual alejandrino, pero el texto es demasiado breve para determinar su carácter textual.
Aland lo ubicó en la Categoría I (debido a su fecha).

## Historia
El manuscrito fue encontrado en Egipto. Fue publicado por R. Roca-Puig en 1966. Aland lo ubicó en la lista de los manuscritos del Nuevo Testamento, en el grupo de los papiros, dándole el número 80.
Según Roca-Luic la forma de algunas letras son similares a las del P. Florencia 108, sin embargo, están más cerca de P. Florencia II 148.
El manuscrito fue fechado por el  INTF al siglo III. Comfort lo fechó a mediados del siglo III.
Se cita en ediciones críticas del Nuevo Testamento (NA27).
Ubicación actual
Actualmente está guardado en la Fundación de San Lucas Evangelista (Inv. no. 83) en Barcelona.

## Lectura adicional
- R. Roca-Puig, Papiro del evangelio de San Juan con ‘Hermeneia’, in Atti dell’ XI Congresso Internazionale di Papirologia (Milan: 1966), pp. 225-236.

| Predecesor: Papiro 79 | Papiro 80 | Sucesor: Papiro 81 |

- Datos: Q1849397